# Субдукція

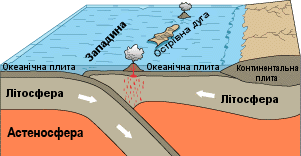
Схема субдукції в зоні конвергенції океанічної кори двох літосферних плит

Субду́кція — тектонічний процес, який проходить по конвергентній границі літосферних плит, на якій одна плита рухається по іншій тектонічні плиті, пірнаючій в земну мантію. Відбувається підсування океанічної кори і порід мантії під краї інших плит. Субдукція, як правило, вимірюється в см/рік, при середній швидкості близько 2-8 см/рік. Супроводжується виникненням зон глибокофокусних землетрусів і формуванням активних вулканічних острівних дуг.

## Зона субдукції

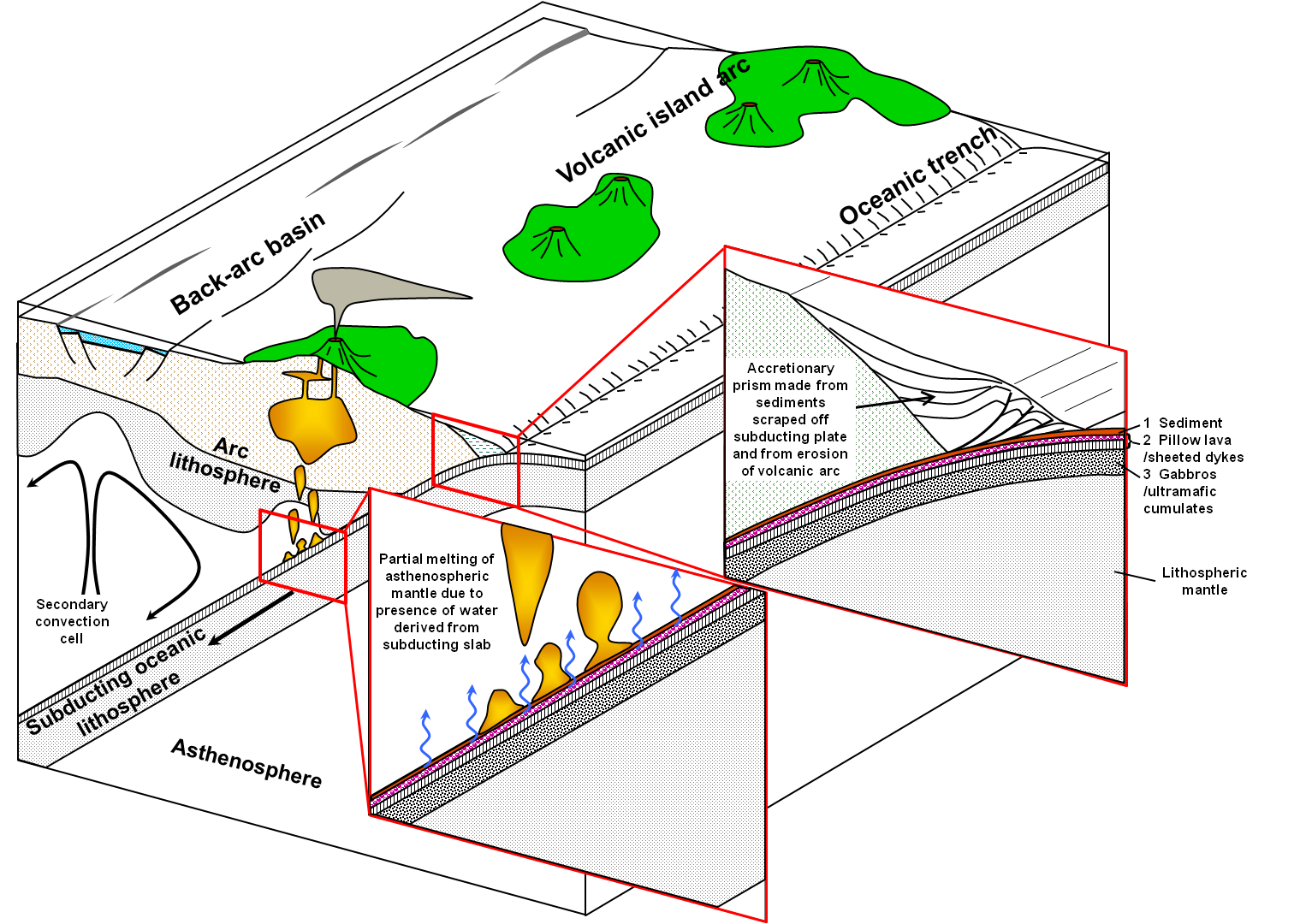
Схематичний розріз зони субдукції японського типу (з острівною грядою)

Зона субдукції (англ. subduction zone; нім. Subduktionszone f) — область, де одна літосферна плита занурюється під іншу біля конвергентної границі плит. Також відома як зона Вадаті — Заварицького — Беньофа.
Зони субдукції, як правило пов'язані з пірнанням океанічної плити під континентальну плиту або під іншу океанічну плиту. Зони субдукції найчастіше відзначаються високим рівнем вулканізму, землетрусами та орогенезом. Це пояснюється тим, що при субдукції в результаті плавлення мантії, утворюється вулканічна дуга через примусове навантаження відносно легких порід.
Орогенез, відбувається тоді, коли великі шматки матеріалу субдукованої плити (наприклад, острівні дуги) винирюють у головній плиті.
Зона субдукції є протилежністю дивергентній границі, де тектонічні плити рухаються одна від одної.